# Józef Jarzębowski
Józef Jarzębowski, pseudonimy Jan Art, Abbé Joseph Podróżny (ur. 27 listopada 1897 w Warszawie, zm. 13 września 1964 w Herisau) – polski ksiądz katolicki, historyk, poeta i pedagog, marianin (MIC).

## Życiorys
Pochodził z rodziny robotniczej. Uczęszczał do gimnazjum Zamoyskiego. W 1917 roku wstąpił do zakonu marianów, w 1923 roku przyjął święcenia kapłańskie. Studiował filologię polską na Katolickim Uniwersytecie Lubelskim. W latach 1925–1939 pracował jako nauczyciel religii, wychowawca i dyrektor internatu w Kolegium Ojców Marianów na warszawskich Bielanach. Od 1937 roku pełnił funkcję wicemoderatora Sodalicji Mariańskiej absolwentów warszawskich szkół wyższych. Po wybuchu II wojny światowej trafił na Litwę, gdzie pełnił funkcję kapelana żołnierzy polskich internowanych w Wiłkomierzu. W 1941 roku poprzez Murmańsk i Japonię przedostał się do Stanów Zjednoczonych. W latach 1943–1950 przebywał w Meksyku, gdzie był duszpasterzem i wychowawcą w obozach dla polskich uchodźców. W 1950 roku osiedlił się w Wielkiej Brytanii. Zorganizował w Hereford dom zakonny, gdzie był mistrzem nowicjatu. Założył też internat dla polskich chłopców. W 1954 roku utworzył w Fawley Court polską szkołę średnią z internatem oraz muzeum poloników.
Jest autorem hymnu Sodalicji Mariańskiej Błękitne rozwińmy sztandary (1918). Napisał książkę Kościół jako wychowawca (Londyn 1951) oraz medytacje Droga krzyżowa i litania do zmęczonego Jezusa (Londyn 1963). Współpracował z pismami „Prąd”, „Pro Christo”, „Przegląd Powszechny” i „Kazalnica Popularna”, na łamach których publikował kazania, artykuły i poezje. Zajmował się historią powstania styczniowego, był autorem prac Traugutt (Warszawa 1938), Węgierska polityka Traugutta. Na podstawie znanych i nieznanych dokumentów (Warszawa 1939), Jan Jeziorański. Zapomniany bohater 1863 roku (Londyn 1974), a także opracował zbiór Mówią ludzie roku 1863. Antologia nieznanych i mało znanych głosów ludzi współczesnych (Londyn 1963). Pośmiertnie z jego notatek ukazał się tom Traugutt. Dokumenty, listy, wspomnienia, wypisy (Londyn 1970). Badał również twórczość C.K. Norwida, któremu poświęcił pracę Norwid i zmartwychwstańcy (Londyn 1960), wydał też Do Najświętszej Panny Marii Litania C.K. Norwida (Dunstable 1962).
Był propagatorem kultu Miłosierdzia Bożego według objawień Faustyny Kowalskiej. W 1941 roku przywiózł do Stanów Zjednoczonych pierwsze materiały na jego temat, które otrzymał od ks. Michała Sopoćki.